# Герб Городоцького району (Хмельницька область)
Герб Городо́цького райо́ну — офіційний символ Городоцького району, затверджений 25 липня 2007 року рішенням № 12-10/2007 сесії районної ради. Автор — П. Б. Войталюк.

## Опис
Щит напіврозтятий і перетятий срібною хвилястою балкою. На першій лазуровій частині золоте сонце з людським обличчям і променями; на другій зеленій — глек-лійка лікувальної води; на третій червоній — золотий піднесений хрест на чорній вигнутій окраїні. Щит увінчано золотим рослинним декором та короною з трьох колосків пшениці зі старим гербом міста Городка у центрі. Знизу щит обрамлено декоративним вінком із зеленого дубового листя.